# Mettlachbach
Der Mettlachbach (früherer Name: Methlach) ist ein etwa 17 km langer linker Zufluss des Haselbachs im Naturpark Frankenhöhe im mittelfränkischen Landkreis Ansbach.

## Name
Der Mettlachbach hieß früher Methlach. Dies ist heute noch der Name der Einöde Methlach. Der Name kennzeichnet nach Elisabeth Fechter den Bach als den "in der Mitte zwischen Bibert und Zell fließenden Bach". Dabei kommen die beiden Namensbestandteile aus dem althochdeutschen mëtal = mittel und -ach = Bach. Zell war noch in den 1950er Jahren der Name der Rippach.
In der historischen Karte von ca. 1860 des Bayernatlas ist er als Mittlachs-Bach beschriftet. Auf der Topographischen Karte ist er 1956 und noch 1970 als Methlach bezeichnet.

## Geographie

### Verlauf
Der Mettlachbach entspringt westlich des Flachslandener Gemeindeteils Neustetten auf etwa 483 m ü. NHN etwa 400 m südlich der Hochstraße (St 2245), die auf der Wasserscheide zwischen Zenn und Bibert verläuft. Der Bach fließt überwiegend in Richtung Südosten parallel zur Bibert etwa 2 bis 3 km südlich von ihr.
Er fließt zunächst in Richtung Osten. Er unterquert die Kreisstraße AN 21 von Flachslanden nach Virnsberg und durchfließt das Kirchdorf in südöstlicher Richtung. Er verläuft dann zwischen Steinbühl und Kronleiten im Nordosten und Neustettener Höhe im Südwesten. Er passiert den Weiler Lockenmühle und erreicht unterhalb der Ebenleiten den Gemeindeteil Ruppersdorf. 
Hier verlässt er das Gebiet des Marktes Flachslanden und fließt in der Gemeinde Rügland nach weiteren zwei Kilometern südlich am Schlosspark des Wasserschlosses Rügland vorbei. Nach dem Sportgelände unterquert er die St 2255 von Ansbach nach Neustadt a.d. Aisch. Er begleitet von hier an die Kreisstraße AN 17 bis unterhalb Kleinhaslach. Die Einöde Methlach liegt noch im Gemeindegebiet von Rügland. 
Ab Adelmannsdorf durchquert er das Gemeindegebiet des Marktes Dietenhofen und fließt an Höfen und der Warzfeldermühle vorbei durch Warzfelden. Am südlichen Ortsende von Kleinhaslach wird er von der St 2246 überbrückt. Er begrenzt nun die Bebauung von Kleinhaslach südlich und mündet auf 332 m ü. NHN in den Haselbach.

### Einzugsgebiet
Das Einzugsgebiet des Mettlachbachs ist etwa 35 km² groß. Naturräumlich gesehen liegt es auf den Bibert-Schwabach-Rezat-Platten, einem Teil des Unterraums Südliche Mittelfränkische Platten des Mittelfränkischen Beckens. Mit etwa 508 m ü. NHN ist es am höchsten an seiner Westspitze etwa einen halben Kilometer südöstlich des außerhalb liegenden Weilers Wippenau von Markt Flachslanden oberhalb der Quelle des ersten Zuflusses Wegfeldgraben.
Landschaftlich ist es ein Mosaik aus mehr oder weniger großen Waldstücken und offener Flur, in der auf den Höhen das Ackerland und in den Tälern die Wiesen dominieren. Darüber verstreut liegen wenige große Dörfer in den Tälern und viele Weiler. Es liegt vollständig im Landkreis Ansbach.
Reihum grenzen die Einzugsgebiete der folgenden Nachbargewässer an:
- Im äußersten Nordwesten verläuft ein nur kurzes Wasserscheidenstück gegen die obere Zenn, die der Regnitz zufließt;
- im übrigen Norden liegt das Einzugsgebiet der fast parallel laufenden Bibert, die dem linken Regnitz-Oberlauf Rednitz zufließt, und der von der Wasserscheide her allenfalls kurze Zuflüsse zumünden;
- im Osten wird es vom aufnehmenden Haselbach begrenzt;
- im Südsüdwesten von der Mündung aufwärts grenzt lange Einzugsgebiet der fast parallel ebenfalls zum Haselbach laufenden Rippach an, zuoberst dann im Westen kürzer der des Borsbachs, dessen Abfluss über deren linken Oberlauf Fränkische Rezat ebenfalls die Rednitz erreicht.[7]

### Zuflüsse
Hierarchische Liste der Zuflüsse, jeweils von der Quelle zur Mündung. Mit Gewässerlänge, Einzugsgebiet und Höhe. Die genannten Zahlen sind ca.-Werte, die auf Messungen im BayernAtlas beruhen. Andere Quellen für die Angaben sind vermerkt. Zum Vergleich werden auch die entsprechenden Angaben zum Mettlachbach selbst genannt.
| Zufluss             | Zufluss                          | Zufluss    | Zufluss             | Mündung        | Mündung | Mündung       | Bemerkungen              |
| Name                | Lage                             | Länge (km) | Einzugsgebiet (km²) | Höhe (m.ü.NHN) | bei km  | Ort           |                          |
| ------------------- | -------------------------------- | ---------- | ------------------- | -------------- | ------- | ------------- | ------------------------ |
| Wegfeldgraben       | rechts                           | 1,1        | 0,8                 | 466            | 16,1    | Neustetten    |                          |
| Hammerbach          | rechts                           | 1,7        | 1,1                 | 441            | 14,8    | Lockenmühle   |                          |
| Rohrgraben          | links                            | 0,9        | 0,8                 | 426            | 13,7    | Lockenmühle   |                          |
| Kautzenbach         | rechts                           | 2,9        | 3,1                 | 381            | 9,6     | Rügland       |                          |
| Wiesengraben        | rechter Zufluss des Kautzenbachs | 0,5        | 0,3                 | 401            |         | Lindach       |                          |
| Brunnholzgraben     | links                            | 1,2        | 1,0                 | 378            | 9,4     | Rügland       |                          |
| Eisengraben         | rechts                           | 1,5        | 0,7                 | 365            | 8,1     | Methlach      |                          |
| Hanggraben          | rechts                           | 1,1        | 0,3                 | 363            | 7,9     | Methlach      |                          |
| Itzelbach           | rechts                           | 2,8        | 4,1                 | 357            | 6,4     | Adelmannsdorf | anderer Name: Nützelbach |
| Hutgraben           | rechter Zufluss des Itzelbachs   | 1,2        | 1,1                 | 363            |         | Adelmannsdorf |                          |
| Thierbach           | rechts                           | 3,4        | 4,1                 | 349            | 4,8     | Höfen         |                          |
| Brunnenwiesengraben | rechter Zufluss des Thierbachs   | 0,5        | 0,3                 | 375            |         | Thierbach     |                          |
| Hegstallgraben      | rechts                           | 3,5        | 3,5                 | 343            | 3,1     | Warzfelden    |                          |
| Schmierofengraben   | rechts                           | 1,4        | 1,2                 | 340            | 2,0     | Warzfelden    |                          |
| Mettlachbach        | n. a.                            | 17,2       | 34,8                | 347            | 0,0     | Neubruck      |                          |

### Flusssystem Haselbach
- Fließgewässer im Flusssystem Haselbach

### BayernAtlas („BA“)
Amtliche Online-Gewässerkarte mit passendem Ausschnitt und den hier benutzten Layern: Lauf und Einzugsgebiet des Mettlachbachs

Allgemeiner Einstieg ohne Voreinstellungen und Layer: BayernAtlas der Bayerischen Staatsregierung (Hinweise)
1. 1 2 3 4 5  Höhe abgefragt auf dem Hintergrundlayer Amtliche Karte (Rechtsklick).
2. 1 2  Länge abgemessen auf dem Hintergrundlayer Amtliche Karte.
3. 1 2  Einzugsgebiet abgemessen auf dem Hintergrundlayer Amtliche Karte.

### Sonstige
1. ↑  Elisabeth Fechter: Die Ortsnamen des Landkreises Ansbach. Inaugural-Dissertation. Erlangen 1955, DNB 480570132, OCLC 872378821, S. 131, 137, 152.
2. ↑  Historische Topographische Karten 1:25 000. In: BayernAtlas. Landesamt für Digitalisierung, Breitband und Vermessung, abgerufen am 7. August 2023.
3. ↑  Blatt 6630 Heilsbronn. In: Bayer. Landesvermessungsamt (Hrsg.): Topographische Karte 1:25.000. München 1956 (bayern.de [PDF]).
4. ↑  Blatt 6629 Ansbach Nord. In: Bayer. Landesvermessungsamt (Hrsg.): Topographische Karte 1:25.000. München 1970 (bayern.de [PDF]).
5. ↑  Relation: Mettlachbach (16130998). In: OpenStreetMap. OSM, abgerufen am 27. Juli 2023.
6. ↑  Franz Tichy: Geographische Landesaufnahme: Die naturräumlichen Einheiten auf Blatt 163 Nürnberg. Bundesanstalt für Landeskunde, Bad Godesberg 1973. → Online-Karte (PDF; 4,0 MB)
7. ↑  Quellschüttung Regnitz. In: Gewässerkundlicher Dienst Bayern. Bayerisches Landesamt für Umwelt, 2023, abgerufen am 27. Juli 2023.
8. ↑  Umweltatlas. Bayerisches Landesamtes für Umwelt, abgerufen am 1. August 2023.